# Nyakörves lappantyú
A nyakörves lappantyú (Gactornis enarratus) a madarak (Aves) osztályának lappantyúalakúak (Caprimulgiformes) rendjéhez, ezen belül a lappantyúfélék (Caprimulgidae) családjához tartozó Gactornis nem egyetlen faja.

## Rendszerezése
A fajt George Robert Gray angol ornitológus írta le 1836-ban, a Caprimulgus nembe Caprimulgus enarratus néven.

## Előfordulása
Madagaszkár keleti részén honos. Természetes élőhelyei a szubtrópusi vagy trópusi síkvidéki esőerdők, mangroveerdők és lombhullató erdők. Állandó, nem vonuló faj.

## Megjelenése
Testhossza 24 centiméter. Remek rejtő színével, szinte beleolvad a környezetébe.
|  |

## Életmódja
Valószínűleg elsősorban rovarokkal táplálkozik.

## Természetvédelmi helyzete
Az elterjedési területe nagy, egyedszáma viszont csökken, de még nem éri el a kritikus szintet. A Természetvédelmi Világszövetség Vörös listáján nem fenyegetett fajként szerepel.